# Râul Peșteana, Motru
Râul Peșteana este un curs de apă, afluent al râului Motru.